# How Deep Is Your Love (bài hát của Bee Gees)
"How Deep Is Your Love" là một bản pop ballad được viết lời và thu âm bởi the Bee Gees vào năm 1977 và phát hành như là một đĩa đơn vào tháng 9 cùng năm. Nó được sử dụng như là một phần của nhạc phim Saturday Night Fever, và trở thành một bản hit hạng ba tại Anh và Úc. Tại Hoa Kỳ, nó đứng đầu bảng xếp hạng Billboard Hot 100 vào ngày 24 tháng 12 năm 1977 (trở thành đĩa đơn đầu tiên trong chuỗi sáu đĩa đơn quán quân liên tiếp của the Bee Gees tại đây) và trụ vững ở top 10 trong 17 tuần, một kỷ lục lúc bấy giờ. Bài hát được liệt kê ở vị trí thứ 23 trong danh sách Hot 100 của mọi thời đại, nhân dịp kỷ niệm 57 năm phát hành của bảng xếp hạng. Cùng với "Stayin 'Alive" và "Night Fever", the Bee Gees trở thành một trong những nghệ sĩ hiếm hoi có đến ba bài hát lọt vào danh sách này. Nó đã được hát lại bởi Take That cho album Greatest Hits năm 1996 của họ, và đạt vị trí quán quân trên UK Singles Chart trong ba tuần liên tiếp.
"How Deep Is Your Love" đứng vị trí thứ 375 trong danh sách 500 bài hát vĩ đại nhất của tạp chí Rolling Stone. Trong một chương trình truyền hình đặc biệt tại Anh vào tháng 12 năm 2011, nó đã được người xem ITV bình chọn là "Bài hát Bee Gees được toàn quốc ưa thích nhất". Nó dự định ban đầu sẽ được trình bày bởi Yvonne Elliman, nhưng sau đó nữ ca sĩ đã ghi âm "If I Can't Have You", thay vào đó.
Năm 2001, trong buổi phỏng vấn của the Bee Gees cho tạp chí Billboard, Barry Gibb đã tiết lộ rằng "How Deep Is Your Love" là bài hát của nhóm mà ông ưa thích nhất. Ngoài việc được sử dụng trong Saturday Night Fever, bài hát còn xuất hiện trong nhiều bộ phim khác như Donnie Brasco, Ready to Rumble, Forever Fever, Tongan Ninja, Anger Management, Adam's Apples, Disco, Sex and the City và A Dog's Purpose. Nó còn được sử dụng trong nhiều chương trình truyền hình như Get a Life, Ballykissangel, Marienhof, You Are The One, Two Faces, Nip/Truck, The Simpsons, and Parenthood.

## Xếp hạng và chứng nhận
| Bảng xếp hạng (1977–78)               | Vị trí cao nhất |
| ------------------------------------- | --------------- |
| Úc (Kent Music Report)                | 3               |
| Áo (Ö3 Austria Top 40)                | 13              |
| Bỉ (Ultratop 50 Flanders)             | 12              |
| Brazil (ABPD)                         | 1               |
| Canada (RPM)                          | 1               |
| Phần Lan (Suomen virallinen lista)    | 1               |
| Pháp (SNEP)                           | 1               |
| Đức (Official German Charts)          | 21              |
| Ireland (IRMA)                        | 2               |
| Ý (FIMI)                              | 2               |
| Hà Lan (Single Top 100)               | 8               |
| New Zealand (Recorded Music NZ)       | 6               |
| Na Uy (VG-lista)                      | 5               |
| Nam Phi (Springbok Radio)             | 2               |
| Tây Ban Nha (PROMUSICAE)              | 7               |
| Thụy Điển (Sverigetopplistan)         | 4               |
| Anh Quốc (OCC)                        | 3               |
| Hoa Kỳ Billboard Hot 100              | 1               |
| Hoa Kỳ Adult Contemporary (Billboard) | 1               |
| Hoa Kỳ Cash Box                       | 1               |

| Bảng xếp hạng (1977)                 | Xếp hạng |
| ------------------------------------ | -------- |
| UK Singles (Official Charts Company) | 57       |
| Bảng xếp hạng (1978)                 | Xếp hạng |
| Australia (Kent Music Report)        | 17       |
| Canada (RPM)                         | 53       |
| Netherlands (Single Top 100)         | 78       |
| US Billboard Hot 100                 | 6        |

| Bảng xếp hạng        | Vị trí |
| -------------------- | ------ |
| US Billboard Hot 100 | 23     |

| Quốc gia                                                                           | Chứng nhận | Số đơn vị/doanh số chứng nhận |
| ---------------------------------------------------------------------------------- | ---------- | ----------------------------- |
| Canada (Music Canada)                                                              | Vàng       | 75,000^                       |
| Pháp (SNEP)                                                                        | Vàng       | 846,000                       |
| Anh Quốc (BPI)                                                                     | Vàng       | 500,000^                      |
| Hoa Kỳ (RIAA)                                                                      | Vàng       | 1,000,000                     |
| * Chứng nhận dựa theo doanh số tiêu thụ. ^ Chứng nhận dựa theo doanh số nhập hàng. |            |                               |

## Phiên bản của Take That
Phiên bản hát lại của Take That cho "How Deep is Your Love" được phát hành như là một đĩa đơn từ album tổng hợp Take That: Greatest Hits (1996). Đĩa đơn đứng đầu các bảng xếp hạng tại Đan Mạch, Ireland, Israel, Ý, Latvia, Tây Ban Nha và Vương quốc Anh, nơi nó trụ vững ở vị trí quán quân trong 3 tuần.

### Danh sách bài hát
Đĩa đơn cassette tại Anh quốc (74321 35591 5)
1. "How Deep Is Your Love" – 3:41
2. "Never Forget" (trực tiếp từ Earl's Court & Manchester Nynex) – 7:38

Đĩa CD #1 tại Anh quốc (74321 35559 2)
1. "How Deep Is Your Love" – 3:41
2. "Every Guy" (trực tiếp từ Earl's Court & Manchester Nynex) – 5:36
3. "Lady Tonight" (trực tiếp từ Earl's Court & Manchester Nynex) – 4:13
4. "Sunday To Saturday" (trực tiếp từ Earl's Court & Manchester Nynex) – 3:48

Đĩa CD #2 tại Anh quốc (74321 35560 2)
1. "How Deep Is Your Love" – 3:41
2. "Back for Good" (trực tiếp từ Earl's Court & Manchester Nynex) – 7:06
3. "Babe" (trực tiếp từ Earl's Court & Manchester Nynex) – 6:10
4. "Never Forget" (trực tiếp từ Earl's Court & Manchester Nynex) – 7:38

Đĩa CD #1 tại châu Âu (74321 35243 2)
1. "How Deep Is Your Love" – 3:41
2. "Back For Good" (trực tiếp từ Earl's Court & Manchester Nynex) – 7:06

Đĩa CD #2 tại châu Âu (74321 35244 2)
1. "How Deep Is Your Love" – 3:41
2. "Back for Good" (trực tiếp từ Earl's Court & Manchester Nynex) – 7:06
3. "Every Guy" (trực tiếp từ Earl's Court & Manchester Nynex) – 5:36

Đĩa CD tại Nhật (BVCP-2406)
1. "How Deep Is Your Love" – 3:41
2. "Every Guy" (trực tiếp từ Earl's Court & Manchester Nynex) – 5:36
3. "Babe" (trực tiếp từ Earl's Court & Manchester Nynex) – 6:10
4. "Back for Good" (trực tiếp từ Earl's Court & Manchester Nynex) – 7:06

Đĩa than 7" vinyl – phát hành giới hạn (74321 35632 2)
1. "How Deep Is Your Love" – 3:41
2. "Never Forget" (trực tiếp từ Earl's Court & Manchester Nynex) – 7:38

### Xếp hạng và chứng nhận
| Bảng xếp hạng (1996)               | Vị trí cao nhất |
| ---------------------------------- | --------------- |
| Úc (ARIA)                          | 12              |
| Áo (Ö3 Austria Top 40)             | 7               |
| Bỉ (Ultratop 50 Flanders)          | 5               |
| Bỉ (Ultratop 50 Wallonia)          | 4               |
| Canada (RPM)                       | 80              |
| Đan Mạch (Tracklisten)             | 1               |
| Châu Âu (European Hot 100 Singles) | 3               |
| Phần Lan (Suomen virallinen lista) | 2               |
| Đức (Official German Charts)       | 7               |
| Ireland (IRMA)                     | 1               |
| Ý (FIMI)                           | 1               |
| Hà Lan (Dutch Top 40)              | 6               |
| Hà Lan (Single Top 100)            | 7               |
| New Zealand (Recorded Music NZ)    | 12              |
| Na Uy (VG-lista)                   | 6               |
| Scotland (OCC)                     | 1               |
| Tây Ban Nha (AFYVE)                | 1               |
| Thụy Điển (Sverigetopplistan)      | 7               |
| Thụy Sĩ (Schweizer Hitparade)      | 5               |
| Anh Quốc (OCC)                     | 1               |

| Bảng xếp hạng (1996)                 | Vị trí |
| ------------------------------------ | ------ |
| Australia (ARIA)                     | 100    |
| Belgium (Ultratop 50 Flanders)       | 44     |
| Belgium (Ultratop 50 Wallonia)       | 35     |
| Europe (European Hot 100)            | 23     |
| Finland (Suomen virallinen lista)    | 36     |
| Germany (Official German Charts)     | 66     |
| Italy (FIMI)                         | 23     |
| Netherlands (Dutch Top 40)           | 71     |
| Netherlands (Single Top 100)         | 51     |
| Norway Winter Period (VG-lista)      | 17     |
| Sweden (Sverigetopplistan)           | 66     |
| Switzerland (Schweizer Hitparade)    | 40     |
| UK Singles (Official Charts Company) | 12     |

| Quốc gia                                                                           | Chứng nhận | Số đơn vị/doanh số chứng nhận |
| ---------------------------------------------------------------------------------- | ---------- | ----------------------------- |
| Ý (FIMI)                                                                           | Bạch kim   | 50.000*                       |
| Anh Quốc (BPI)                                                                     | Bạch kim   | 600.000^                      |
| * Chứng nhận dựa theo doanh số tiêu thụ. ^ Chứng nhận dựa theo doanh số nhập hàng. |            |                               |